# Huichachi
Huichachi är en ort i Mexiko.   Den ligger i kommunen Guachochi och delstaten Chihuahua, i den nordvästra delen av landet, 1 200 km nordväst om huvudstaden Mexico City. Huichachi ligger 2 304 meter över havet och antalet invånare är 191.
Terrängen runt Huichachi är huvudsakligen kuperad, men den allra närmaste omgivningen är platt. Terrängen runt Huichachi sluttar söderut. Runt Huichachi är det mycket glesbefolkat, med 6 invånare per kvadratkilometer. Huichachi är det största samhället i trakten. Omgivningarna runt Huichachi är i huvudsak ett öppet busklandskap.